# Turawiczy (obwód witebski)
Turawiczy (biał. Туравічы; ros. Туровичи, Turowiczi) – wieś na Białorusi, w obwodzie witebskim, w rejonie orszańskim, w sielsowiecie Zabałaccie, przy drodze magistralnej M1.